# 阿姆斯特朗 (特拉華州)
阿姆斯特朗（英語：Armstrong）是位於美國特拉華州紐卡斯爾縣的一個非建制地區。

## 地理
阿姆斯特朗的座標為39°28′50″N 75°43′00″W / 39.48056°N 75.71667°W，而該地最高點為海拔高度19米（即62英尺）。